# Angu do Gomes
Angu do Gomes es un restaurante situado en el barrio de Saúde, en la zona central de la ciudad de Río de Janeiro, Brasil. Se ubica en la rúa Sacadura Cabral frente al Largo de São Francisco da Prainha. El nombre del restaurante se debe al principal plato que sirven. 
El platillo, como negocio, fue un símbolo de la ciudad en los años 1950 a 1980. Los kioscos de Angu do Gomes se esparcían por toda la ciudad donde trabajadores y bohemios comían con frecuencia debido a su bajo precio. El restaurante fue inaugurado recién en 1977 aunque el negocio llevara en actividad desde 1955 en carritos y kioscos. Reabierto en el 2009, su carta está compuesta principalmente por angu y derivados aunque también sirve aperitivos varios, bocadillos, carnes, platos, pollos, guarniciones, pasta casera y pescado.

## Historia
En 1955, el portugués Manuel Gomes comenzó a vender angu en varios carritos esparcidos por las calles de la ciudad. Uno de los puntos tradicionales de los carritos era la plaza Quince de Noviembre, donde Sergio Mendes, Tom Jobim y Armando Pittigliani se reunían con frecuencia para comer angu. Según Armando, el samba jazz surgió debido a la relación entre los músicos y el angu. En 1964, Manuel murió y el negocio fue asumido por su hijo, João Gomes, que se asoció con Basílio Pinto, responsable de la parte financiera y administrativa del mismo. Según Basílio, el expresidente Juscelino Kubitschek, siempre que estaba en Río de Janeiro, le pedía angu.
En 1977, João Gomes y Basílio Pinto, debido al éxito del negocio, abrieron el restaurante en el Largo de São Francisco da Prainha, situado en el barrio de Saúde, para servir como base de operaciones de los carritos. El restaurante contaba con 300 empleados, 40 carritos esparcidos por la ciudad y un promedio de mil raciones diarias. En sus primeros años, el lugar fue punto de encuentro de militares de la extrema derecha brasileña que, allí, planeaban asesinatos y atentados buscando la perpetuación del régimen militar entonces aún vigente en el país. El restaurante pasó por grandes dificultades económicas en los años 1980 debido a la crisis económica y al surgimiento de establecimientos de comida rápida y de los restaurantes de comida al peso. En 1988, Basílio salió de la sociedad y, en 1995, el restaurante cerró y los carritos dejaron de circular por la ciudad. 
En el 2009, Rigo Duarte, nieto de Basílio y educado en gastronomía, junto con otros socios, reinauguraron el restaurante en otro edificio del Largo de São Francisco da Prainha.